# Gnamptogenys levinates
Gnamptogenys levinates är en myrart som beskrevs av Baroni Urbani 1980. Gnamptogenys levinates ingår i släktet Gnamptogenys och familjen myror. Inga underarter finns listade i Catalogue of Life.